# Alberto Fermín Zubiría
Alberto Fermín Zubiría (Montevideo, 9 ottobre 1901 – Montevideo, 4 ottobre 1971) è stato un politico uruguaiano.
È stato Presidente del Consejo Nacional de Gobierno (carica che sostituì quella della Presidenza della Repubblica) dal 1º marzo 1956 al 1º marzo 1957.
| Controllo di autorità | VIAF (EN) 391146462781227772779 · GND (DE) 1101879572 |